# Coufouleux
Coufouleux är en kommun i departementet Tarn i regionen Occitanien i södra Frankrike. Kommunen ligger i kantonen Rabastens som tillhör arrondissementet Albi. År 2022 hade Coufouleux 3 041 invånare.

## Befolkningsutveckling
Antalet invånare i kommunen Coufouleux
| Referens: INSEE |